# بیسد
بیسد (به هلندی: Beesd) یک منطقهٔ مسکونی در هلند است که در بتووه واقع شده‌است. بیسد ۳٬۶۰۹ نفر جمعیت دارد.